# Jules-Ernest Bouillot
Jules-Ernest Bouillot, ou Jules Bouillot, né à Paris le 3 octobre 1837 et mort après 1894 est un sculpteur français.

## Biographie
Jules Bouillot est né à Paris le 3 octobre 1837,. Au lendemain de la guerre de 1870, Bouillot, alors praticien d'Alexandre Falguière, a l'idée de faire construire dans l'impasse Frémin à Paris, des logements pour artistes peu fortunés qu'il loue à des prix bas. Il achète les emplacements de l'impasse peu à peu et avant 1881, il possède déjà tous les numéros impairs. Cette impasse devient par la suite la cité Falguière qui abritera de nombreux artistes.
Il débute au Salon de 1888 et expose pour la dernière fois en 1895, son activité principale étant celle d'un praticien,. Hormis Falguière, il pratique pour d'autres artistes comme Sarah Bernhardt. 
Il habite à Paris au 74, rue des Fourneaux. Le musée de Picardie d'Amiens conserve son buste en marbre de l'abbé Cochet qui a figuré à l'Exposition universelle de 1889.

### Jules Bouillot et la famille Gauguin

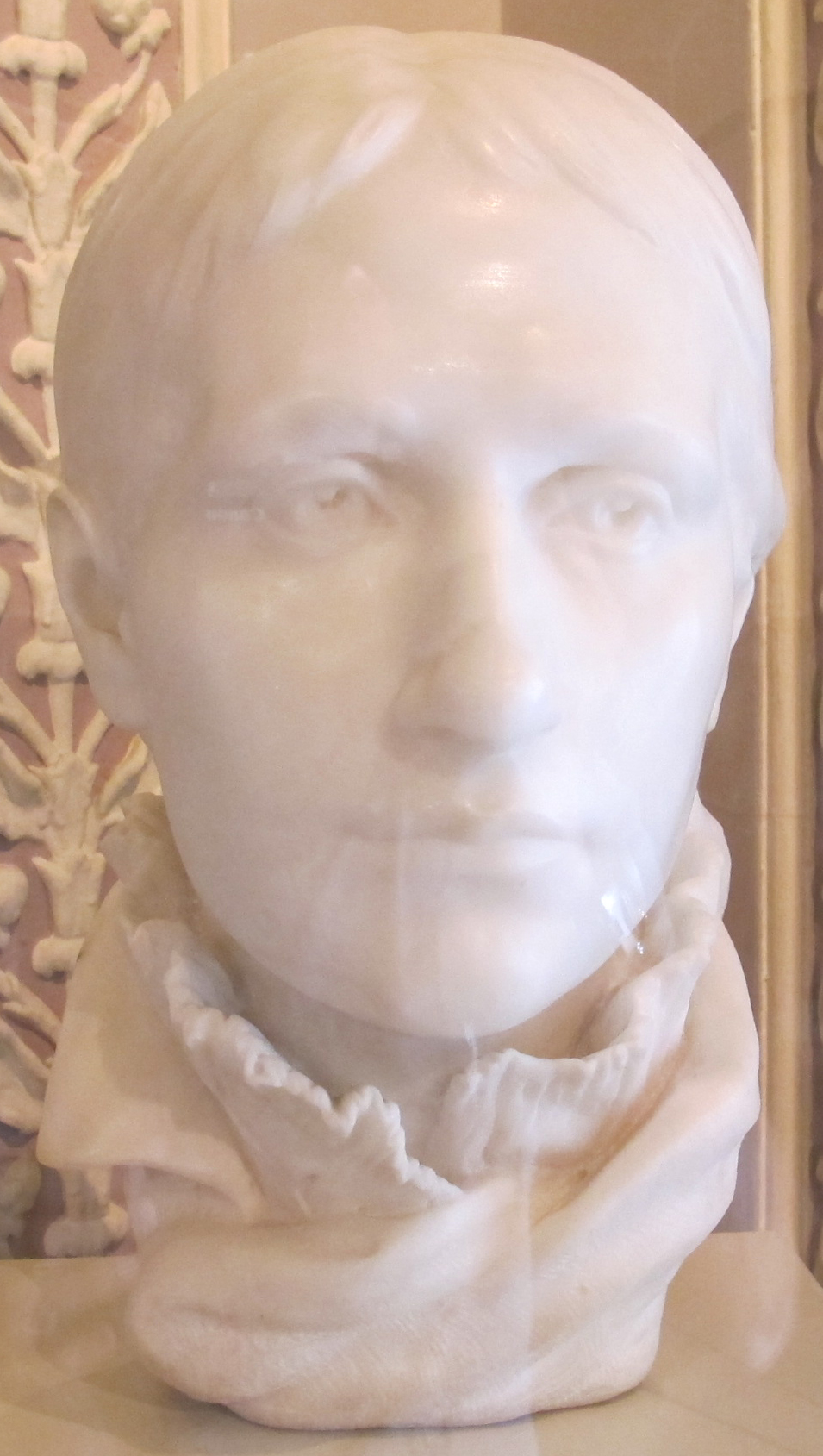
Paul Gauguin, Mette Gauguin, (1877), Londres, Institut Courtauld. Pratique du marbre par Jules Bouillot.

Paul Gauguin est locataire de Jules Bouillot lorsqu'il décide de s'essayer à la sculpture en 1877. Jean-Paul Aubé et Bouillot, ses voisins, l'initient à la sculpture. C'est chez Bouillot qu'est réalisée sa première sculpture en 1877, Mette Gauguin, le buste en marbre de sa femme, (Londres, Institut Courtauld), pour lequel Bouillot a participé à la pratique.
Jules Bouillot est proche de Gauguin et son épouse, Mme Bouillot, est une amie de Mette Gauguin. Jules Bouillot est témoin de la naissance d'Aline Gauguin en 1877 et Jacques Bouillot — père de Jules Bouillot — est témoin lors de la naissance de Clovis Gauguin en 1879[réf. nécessaire].

## Œuvres
- Portrait de M. H. S... Buste en plâtre. Salon de 1888 (n°3831).
- Portrait de l'abbé Cochet. Buste en marbre. Amiens, musée de Picardie. Ce buste a figuré à l'Exposition universelle de 1889 (n° 1702).
- M... Buste en plâtre. Salon de 1890 (n° 3564).
- Mme de C... Médaillon en plâtre. Salon de 1892 (n° 2338).
- M. X... Buste en plâtre. Salon de 1894 (n° 2818).
- Une bonne histoire. Statuette en marbre. Salon de 1895.